# Backseat Freestyle
Backseat Freestyle è un singolo del rapper statunitense Kendrick Lamar, pubblicato il 22 ottobre 2012 come terzo estratto dal secondo album in studio Good Kid, M.A.A.D City.

## Video musicale
Il videoclip è stato pubblicato su YouTube il 7 gennaio 2013.

## Tracce
- Download digitale

1. Backseat Freestyle – 3:32